# Titoismus

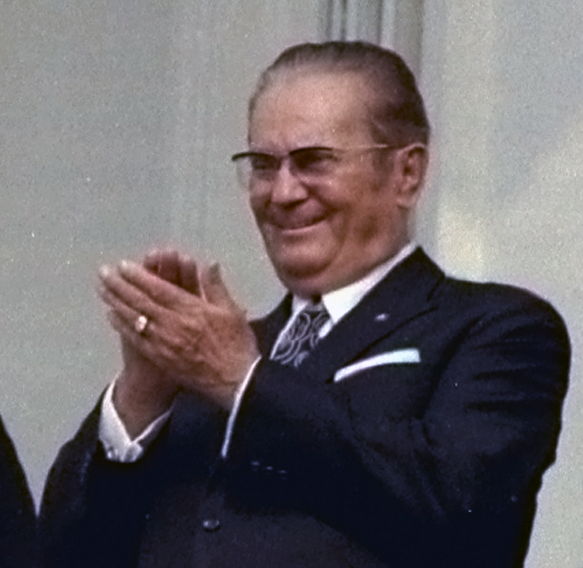
Josip Broz Tito. Aufnahme aus dem Jahr 1971

Als Titoismus wird das realsozialistische System Jugoslawiens zwischen 1948 und 1980, dem Todesjahr von Marschall Josip Broz Tito, bezeichnet. Der Titoismus entstand 1948 in Auseinandersetzung mit der Sowjetunion bzw. dem Sozialismus sowjetischer Prägung und verstand sich als Gegenentwurf zu deren damaliger Ideologie und Herrschaftspraxis, dem Stalinismus.

## Bruch mit der Sowjetunion
Das Demokratische Föderative Jugoslawien, so der offizielle Name des 1945 neu gegründeten Staates, war zunächst ein treuer Bundesgenosse der Sowjetunion. Unter der Führung Titos war die kommunistisch geprägte jugoslawische Partisanenbewegung in ihrem Kampf gegen die Truppen der deutschen und italienischen Besatzer und die innerjugoslawischen Rivalen im Zweiten Weltkrieg erfolgreich gewesen. Titos Ruf als Partisanenkommandeur und sein Charisma hatten die Kommunistische Partei Jugoslawiens (KPJ), deren Vorsitzender er seit 1937 war, in Jugoslawien an die Macht gebracht. Dort installierte sie sehr rasch ein Einparteiensystem nach sowjetischem Vorbild. Wie auch in den anderen kommunistischen Ländern gab es Repressionen gegen Andersdenkende, im Besonderen gegen die katholische Kirche, die durch ihre Zusammenarbeit mit dem faschistischen Ustascha-Regime in Kroatien im Zweiten Weltkrieg verdächtig war. Zahlreiche Menschen wurden von den beiden Geheimdiensten UDBA und OZNA ermordet oder in Zwangsarbeitslager wie zum Beispiel auf Goli Otok gebracht. Die Industrie wurde verstaatlicht, die Landwirtschaft zwangskollektiviert, und ein rigides Industrialisierungsprogramm nach sowjetischem Muster wurde verabschiedet. Jugoslawische und sowjetische Betriebe schlossen Verträge über zahlreiche Gemeinschaftsunternehmungen. Nach Einschätzung des US-amerikanischen Historikers Adam Ulam verlief die Sowjetisierung in keinem Land des Ostblocks „so rasch und so rücksichtslos wie in Jugoslawien“.
Zu Konflikten mit der Sowjetunion, die ab 1947 deutlich wurden, trugen mehrere Aspekte bei. Bereits während des Krieges stieg mit den Erfolgen der jugoslawischen Kommunisten im Widerstandskampf ihr Selbstbewusstsein, für das es in Stalins Denken keinen Platz gab. Als konfliktträchtig erwiesen sich nach dem Krieg die gemeinsamen Wirtschaftsunternehmungen, weil bald deutlich wurde, dass die sowjetische Seite aufgrund ihrer ökonomischen Überlegenheit von ihnen mehr profitierte als die jugoslawische. Zum offenen Konflikt kam es um die Balkanföderation, die Tito 1947 gemeinsam mit dem bulgarischen Ministerpräsidenten Georgi Dimitrow entworfen hatte. Sie sah einen Staatenbund der beiden Volksrepubliken vor, der perspektivisch auch die anderen Staaten der Region einschließlich Griechenlands beitreten sollten: Im dortigen Bürgerkrieg wurde die kommunistische DSE von Jugoslawien unterstützt. Ursprünglich hatte Stalin diese Pläne gefördert, doch aus Sorge, dass die Föderation zu mächtig und zu unabhängig werden könnte, bezeichnete er im Januar 1948 eine Föderation als verfrüht und lud Tito und Dimitrow zu Gesprächen nach Moskau. Der bereits misstrauische Tito verweigerte die Reise. Gleichzeitig wurde Andrija Hebrang, der Chef der jugoslawischen Planbehörde, unter dem Vorwand verhaftet, er habe für die Ustascha, die Gestapo und den sowjetischen Geheimdienst NKWD spioniert. Hebrang galt als der einzige Vertrauensmann der Sowjetunion in der jugoslawischen Staatsführung und verschwand in der Folge spurlos. Am 1. März 1948 beschloss das ZK der KPJ, man wolle sich den Direktiven aus Moskau nicht mehr beugen. Nach Adam Ulam war dies die „Geburtsstunde des Titoismus“.
Die KPJ wurde am St.-Veits-Tag 1948 aus der kommunistischen Weltorganisation (Kominform) ausgeschlossen. Das Ereignis überraschte umso mehr, da die Föderative Republik Jugoslawien als treue Verbündete der UdSSR gegolten hatte. Entscheidend dürfte das bereits im Krieg eigenmächtige Verhalten Titos und seiner Gefährten gewesen sein und der erkennbare Wille der Jugoslawen, die eigenen politischen und sozialen Ziele auch ohne Stalins Mitwirken und notfalls auch gegen ihn umzusetzen. Jugoslawien war in Europa das einzige Land, welches nach dem Zweiten Weltkrieg die sozialistische Gesellschafts- und Staatsstruktur aus eigener Kraft umgesetzt hatte. Belgrad war auf dem Weg, ein zweites Zentrum des Kommunismus zu werden, was für Stalin nicht akzeptabel war.
In den Folgemonaten kam es zu einer öffentlichen Polemik zwischen den Zentralkomitees (ZKs) der KPJ und der KPdSU. Sowjetischerseits wurden den Jugoslawen sowohl Rechts- als auch Linksabweichungen vom Marxismus-Leninismus sowie undemokratische Methoden vorgeworfen. Die jugoslawische Seite dagegen bezeichnete den Sowjetkommunismus als Entartung der marxschen Lehre. Moskautreue Parteimitglieder wurden als so genannte Pro-Kominform-Elemente ausgeschlossen und Repressalien ausgesetzt.
Der damit vollzogene Bruch mit der Sowjetunion vollendete die „Dreispaltung des institutionellen Marxismus“: Statt eines einzigen Blocks sozialistischer Staaten war die sozialistische Welt jetzt zwischen Titoismus, Maoismus und sowjetischem Marxismus-Leninismus aufgeteilt, wobei, wie der Politikwissenschaftler Egbert Jahn schreibt, nun „auch Kriege zwischen sozialistischen Staaten möglich wurden“. Infolge des Bruches ging die jugoslawische Führung, insbesondere nach dem kaum verhüllten Aufruf der Kominform zum Sturz Titos, entschlossen gegen die Anhänger Stalins vor. Auf den Lagerinseln Goli Otok und Sveti Grgur wurden nach unterschiedlichen Angaben zwischen 12.000 und 35.000 Personen als potentielle Konterrevolutionäre unter widrigsten Bedingungen inhaftiert. Gleichzeitig kritisierte die Kommunistische Partei Jugoslawiens die Pervertierungen des Stalinismus vehement und entwickelte aus dieser Kritik heraus Alternativen zur stalinistischen Politik.
Im Verlauf des Jahres 1949 eskalierte der Konflikt zwischen der Sowjetunion und ihren Satelliten im Ostblock auf der einen Seite und Jugoslawien auf der anderen. Die Gespräche zur Balkanföderation mit der Bulgarischen KP brachen ab, die albanischen Kommunisten kappten die Verbindungen nach Belgrad. Entlang der jugoslawischen Grenzen wurden sowjetische Truppen zusammengezogen und die Belgrader Führung traf Kriegsvorbereitungen. Der designierte amerikanische Botschafter in Jugoslawien, George V. Allen erklärte am 29. Dezember 1949, dass die USA im Falle eines Angriffs auf Jugoslawien nicht neutral bleiben würden. Bis zu Stalins Tod 1953 beschränkte sich der Konflikt mit der KPJ auf einen politischen Stellungskrieg.

## Elemente

### Verfassungen
In der Zeit des Titoismus wurden vier Verfassungen verabschiedet, die jeweils Ausdruck der Entwicklung des jugoslawischen Sozialismus unter Tito waren. Die erste Verfassung, vom 31. Januar 1946, war noch stark an die Sowjetunion unter Stalin angelehnt. In der zweiten Verfassung vom 13. Januar 1953 wurde der Bruch mit der Sowjetunion vollzogen und eine „sozialistische Neupositionierung“ vorgenommen. Mit der dritten Verfassung vom 7. April 1963 wurde die „Föderative Volksrepublik Jugoslawien“ (Federativna Narodna Republika Jugoslavija – FNRJ) in „Sozialistische Föderative Republik Jugoslawien“ (Socijalistička federativna republika Jugoslavija – SFRJ) umbenannt, ein ideologisch eigenständiger Selbstverwaltungssozialismus etabliert und die Wirtschaft liberalisiert. Die vierte Verfassung brachte einen starken Schub für den Föderalismus. Trotz dieser Veränderungen gab es im Titoismus drei elementare Grundprinzipien, die hohen symbolischen Wert hatten und über Jahrzehnte konstitutive Leitsätze des Jugoslawischen Sozialismus waren: In der Außenpolitik die Blockfreiheit, in der Wirtschaftspolitik die Arbeiterselbstverwaltung, in der Innenpolitik „Brüderlichkeit und Einheit“.

### Außenpolitik
Der Bruch mit der Sowjetunion und den anderen Ostblockstaaten isolierte Jugoslawien international zunächst. Um aus dieser Isolation auszubrechen, nahm Tito Kontakt zu den Westmächten auf. Die Unterstützung der DSE wurde 1949 eingestellt, was zu einem raschen Ende des griechischen Bürgerkriegs beitrug. 1951 wurde ein Militärhilfeabkommen mit den USA abgeschlossen. 1953 reiste Tito zu einem Staatsbesuch nach Großbritannien, mit den NATO-Mitgliedern Griechenland und Türkei wurde 1953 der Balkanpakt geschlossen. Jugoslawien fand sich nun in der paradoxen Lage eines sozialistischen Landes wieder, das mit den kapitalistischen Staaten verbündet war und neben der militärischen bald auch deren finanzielle Hilfe in Anspruch nahm.
Tito entwickelte daraufhin die Lehre von der Koexistenz verschiedener Gesellschaftssysteme und setzte sich für die Gleichberechtigung der Staaten und die Blockfreiheit ein. Auf Initiative Titos, des ägyptischen Staatschefs Nasser, des indischen Premiers Nehru sowie des indonesischen Präsidenten Sukarno wurde die Bewegung der Blockfreien Staaten geschaffen, die bis heute existiert.

### Liberalisierung in Politik und Wirtschaft
Der Titoismus zeichnete sich innenpolitisch durch ein umfassendes föderatives Konzept der Staatsorganisation aus, das den sechs in der jugoslawischen Föderation zusammengefassten Republiken weitreichende Selbstbestimmungsrechte und den beiden autonomen Provinzen (Kosovo und Vojvodina) Autonomie gewährte. Ein weiteres Merkmal des Titoismus war die so genannte Arbeiterselbstverwaltung. Diese gestattete den Mitarbeitern eines jeden Betriebes, Einfluss auf die Unternehmensführung zu nehmen, zum Beispiel durch Wahl des Direktors oder durch Mitbestimmung über Löhne und Gehälter. In ökonomischer Hinsicht orientierte sich der Titoismus an der sozialistischen Marktwirtschaft, was die Errichtung privater Klein- und Familienbetriebe ermöglichte. Durch westliche Finanzhilfen sowie kontrollierte Öffnung seiner Staatsgrenzen für Gastarbeiter und Touristen konnte Jugoslawien einen Lebensstandard sicherstellen, den die sozialistischen Staaten Südosteuropas nie erreichten.
Diese Liberalisierung blieb aber begrenzt. Der Politikwissenschaftler Edgar R. Rosen weist darauf hin, dass der Demokratische Zentralismus, die in realsozialistischen Staaten typische Befehlskette von oben nach unten, in Jugoslawien zwar abgemildert, aber keineswegs abgeschafft war. Auch Repressionen gegen Andersdenkende gehörten zum Titoismus: Als Milovan Đilas, ein enger Mitarbeiter Titos, der seit 1950 die Federführung in der ideologischen Auseinandersetzung mit dem Stalinismus geführt hatte, die KPJ und ihr Funktionärskader 1954 als „neue Klasse“ kritisierte, wurde er zunächst aus der Partei ausgeschlossen und kam wegen „Stellungnahmen gegen die jugoslawischen Interessen“ für fast zehn Jahre ins Gefängnis.

### Personenkult
Der Titoismus war durch einen starken Personenkult gekennzeichnet, in dessen Mittelpunkt Marschall Tito stand, der in staatlich kontrollierten Ritualen als Held eines nationalen Mythos gefeiert und verehrt wurde. Eine besondere Rolle spielte dabei der 25. Mai, an dem Tito 1944 dem Zugriff deutscher Fallschirmjäger knapp entkommen war. Dieser Tag wurde, als der angebliche Geburtstag des Marschalls, als ein Siegestag der Partisanen und als Tag der Jugend bis 1987 mit einem landesweiten Staffellauf begangen. Des Weiteren wurde ihm zu seinem symbolischen 70. Geburtstag das Museum des 25. Mai geschenkt, das heute Teil des Museums der Geschichte Jugoslawiens ist.
Auch im Machtkampf zwischen Stalin und Tito spielten Bezüge auf einen Personenkult eine Rolle. So warf etwa eine Note des Zentralkomitees der KPdSU den jugoslawischen Kommunisten die übertriebene Verehrung Titos vor. „In marxistischen Parteien werden Parteitage nicht deshalb veranstaltet, um die Führer zu preisen, sondern deshalb, um die Tätigkeit der Führung kritisch zu prüfen und sie, wenn nötig, zu erneuern und durch eine neue Führung abzulösen“.

## Außenbeziehungen
In der Bundesrepublik Deutschland wurde nach längeren Vorbereitungen im März 1951 mit jugoslawischer Unterstützung die Unabhängige Arbeiterpartei Deutschlands (UAPD) gegründet. Bereits 1950 fand eine Vorbereitungskonferenz für die Gründung in Ratingen statt. Dort wurde ein Sechs-Punkte-Papier mit Abgrenzungen zur SPD und KPD veröffentlicht. Ein ins Leben gerufener Vorbereitungsausschuss veröffentlichte seit Juli 1951 die Freie Tribüne. Wochenzeitung für sozialistische Politik. Organ des Vorbereitungsausschusses zur Bildung einer unabhängigen Arbeiterpartei Deutschland. Die formelle Gründung der Partei erfolgte am 24. März 1951 in Worms. Anwesend waren 144 Delegierte und 25 Gastdelegierte. Die Gründer waren ausgeschlossene oder ausgetretene KPD-Mitglieder, die trotzkistischen Internationalen Kommunisten Deutschlands (IKD) und marxistische Intellektuelle wie Theo Pirker. Unter ihnen waren Josef Schappe, Georg Fischer, Georg Jungclas und Wolfgang Leonhard, auch Harry Ristock war an den Vorbereitungen beteiligt. Die Partei hatte 500–900 Mitglieder, die Parteizeitung „Freie Tribüne“ kam auf etwa 3000 Leser. Wahlerfolge konnte sie nur lokal, etwa in Worms und Geesthacht, erzielen. Dennoch erregte ihre Gründung in der Presse und bei den Besatzungsmächten Aufsehen. Die Partei konnte aber keinen größeren Rückhalt erzielen oder Wählerstimmen und Mandate gewinnen. Sie löste sich nach inneren Auseinandersetzungen – die Trotzkisten wurden bereits fünf Monate nach der Parteigründung ausgeschlossen – im Oktober 1952 auf.
Zwischen 1944 und 1948 spielte der Titoismus unter Koçi Xoxe auch im benachbarten Albanien eine gewisse Rolle.

## Ende
Nach Titos Tod 1980 wurden die Prinzipien des Titoismus zusehends aufgegeben, und hunderttausende Bürger verließen das Land, um der wirtschaftlichen Not zu entkommen. Der Wunsch nach besseren Lebensbedingungen, die wirtschaftlichen Interessenkonflikte, das Selbstbestimmungsrecht der Völker, die Einführung eines Mehrparteiensystems und der Demokratie, Nationalismen sowie Mängel in der Bundesverfassung ließen den Vielvölkerstaat Jugoslawien zerbrechen.

## Rezeption
Zu Lebzeiten Stalins bekämpften die Sowjetunion und die von ihr abhängigen Ostblockstaaten den Titoismus als vermeintlich revisionistische Abweichung. Teilnehmer an angeblichen titoistischen Verschwörungen, wie der DDR-Historiker Walter Markov, waren Repressalien ausgesetzt, gegen einige wurden sogar Schauprozesse inszeniert, die mit Todesurteilen endeten, so zum Beispiel der Rajk-Prozess 1949 in Budapest oder der Slánský-Prozess 1952 in Prag. Nach dem Tod Stalins gingen die sowjetischen Verschwörungstheorien zurück; Mitte der fünfziger Jahre näherten sich Jugoslawien und die Sowjetunion vorübergehend sogar wieder an, doch wurde der Titoismus im Ostblock als Revisionismus verurteilt.
In marxistischen Kreisen im Westen galt er neben dem Eurokommunismus als eine Form des westlichen Sozialismus. Politikwissenschaftler verstanden ihn in den sechziger Jahren als eine sozialistische Form des Nationalismus.  Adam Ulam sieht ihn kritischer und schreibt, der Titoismus habe immer „seinen (wenn auch mild) totalitären Ein-Parteien-Charakter beibehalten“.
Der Titoismus wird auch dem so genannten Eurokommunismus bzw. Reformkommunismus zugerechnet, da er sich ebenfalls vom Sozialismus sowjetischer Prägung lossagte.